# 似杜父鱸鰧
似杜父鱸鰧，為輻鰭魚綱鱸形目南極魚亞目牛魚科的其中一種，分布於南冰洋海域，為底棲性魚類，生活習性不明。